# Schmuckflughund
Der Schmuckflughund (Pteropus ornatus), auch Neukaledonischer Flughund genannt, ist ein in Neukaledonien endemischer Flughund.

## Merkmale
Seine Körpergröße, gemessen vom Anus bis zur Schnauze entlang der Wirbelsäule, beträgt 215 bis 325 mm, die Flügelspannbreite nahezu 100 cm. Der Unterarm misst zwischen 140 und 172 mm. Sein Gewicht liegt bei 520 bis 750 g. Das Fell ist fuchsrot mit weißen Farbtönen in Höhe des Kopfes und etwas heller im Nacken. Er unterscheidet sich vom Pazifischen Flughund (Pteropus tonganus) durch sein rötliches Fell und seinen hellen Fleck am Kragen, der sich nicht bis zu den Schultern verlängert, sowie durch seine langen Fellhaare, die ihm ein strubbeliges Aussehen verleihen.

## Verbreitung
Er kommt nur auf der Hauptinsel Grande Terre vor, seine Anzahl verzeichnet jedoch eine abnehmende Tendenz. Er wurde lange Zeit auf Märkten als Delikatesse angeboten. Er gilt daher als gefährdet, „vulnerable“ (IUCN),  und steht in Neukaledonien unter Artenschutz. Auf den größeren Loyalitätsinseln Lifou und Maré ist die Unterart Pteropus o. auratus beheimatet.

## Lebensweise
Obwohl man ihn auch einzeln antreffen kann, bildet er die meiste Zeit Kolonien und teilt sich den Unterschlupf häufig mit dem Pazifischen Flughund (Pteropus tonganus). Seine Unterkunft liegt am häufigsten im Wald, gelegentlich im Mangrovensumpf bis zu einer Höhe von 700 m, nur selten bis 1000 m.

## Fortpflanzung
Die Paarungszeit liegt zwischen Ende Februar bis in den Juni, mit einem Höhepunkt im April. Die Weibchen sind nahezu sechs Monate trächtig, beginnend im März, aber vor allem ab April oder Mai. Meistens bringen sie nur einen Nachkomme zur Welt. Das Stillen findet zwischen Ende September und April statt. Die Zeit, ab wann die Kleinen von ihrer Mutter getrennt sind, ist noch nicht abschließend erforscht.

## Ernährung
Bei seinen nächtlichen Ausflügen ernährt er sich von Blumen, Früchten und Blättern. Bisher wurden 47 Taxone gelistet (Blumen 13, Früchte 35 und Blätter 3). Besonders beliebt sind Myrtengewächse und Maulbeergewächse. Es wird jedoch vermutet, dass er sich von mindestens 20 weiteren Pflanzenarten ernährt.